# Анксіолітики
Анксіолітики (також засіб проти паніки або тривоги) — це ліки або інші засоби, які зменшують тривогу. Цей ефект відрізняється від анксіогенних засобів, які посилюють тривогу. Анксіолітичні препарати використовуються для лікування тривожних розладів і пов'язаних з ними психологічних і фізичних симптомів.